# Jules François Joseph Krantz
Pour les articles homonymes, voir Krantz.
Jules François Joseph Krantz (Toulon, 1er août 1849-Toulon, 14 janvier 1909), est un officier de marine français. 

## Biographie
Fils de Jules François Émile Krantz, il entre à l'École navale en octobre 1866 et en sort aspirant de 1re classe en octobre 1869. Il embarque alors sur le Talisman avec Amédée Courbet pour une campagne aux Antilles et prend part en 1870 à la répression des troubles de la Martinique. 
Enseigne de vaisseau (octobre 1871), il sert en 1873 comme instructeur des pilotes de la flotte sur le Faon et dirige de janvier à mars 1875 l’École des pilotes de Saint-Servan. En 1875, il passe sur le croiseur Kléber à Toulon puis accompagne de nouveau Courbet à l’École des défenses sous-marines de Rochefort (1876). 
Aide de camp de l'amiral commandant la division de l'Atlantique Sud sur la Thémis (1877), promu lieutenant de vaisseau en avril 1878, il est félicité par le ministre en février 1879 pour une étude sur les observations astronomiques de nuit qu'il a publié dans la Revue maritime. 
Chargé des torpilles de la Thémis, il apporte des perfectionnements à cette arme et est nommé officier d'ordonnance du ministre de la Marine en mai 1879. Il fait campagne en 1880-1881 sur le transport Finistère puis devient, en 1882, aide de camp de son père alors préfet maritime de Toulon. 
Officier de manœuvre sur le cuirassé Trident en escadre d'évolutions (1883), il commande en 1885 le Sagittaire à la division d'Extrême-Orient et prend part à la campagne de Chine ainsi qu'aux opérations sur les côtes du Cambodge (1886). 
Promu capitaine de frégate (mai 1888), second du navire d'application des aspirants, Iphigénie (1889) puis du cuirassé Richelieu en Méditerranée, il commande en 1892 aux Antilles et à Terre-Neuve, le Hussard et devient chef de la 1re section de l'état-major à Toulon. 
Capitaine de vaisseau (septembre 1895), il commande la défense mobile en Corse et reçoit en juillet 1896, un témoignage de satisfaction pour la qualité de son organisation dans la gestion du service. 
En 1897, il commande le croiseur D'Entrecasteaux dont il assure les essais et la mise au point puis le Neptune (1899) et la Couronne (1900), bâtiments-écoles de canonnage et de timonerie. 
Sous-chef d'état-major à Toulon (février 1902), directeur des défenses sous-marines du port (1903), il est promu contre-amiral en mars 1905 et major général à Cherbourg. 
Chef d'état-major à Toulon (1906), commandant d'une division de l'escadre de Méditerranée (1907) puis de l'escadre légère avec pavillon sur le Jules-Ferry, il meurt en fonctions à Toulon le 14 janvier 1909. 

## Récompenses et distinctions
- Chevalier (11 juillet 1880), Officier (30 décembre 1890) puis Commandeur de la Légion d'Honneur (31 décembre 1908).